# Morte digitale
La morte digitale o morte virtuale è la cancellazione, volontaria o dovuta a un errore informatico, della presenza dell’essere umano in un servizio informatico o su una piattaforma di social network: essa comporta la perdita dei dati personali e dei profili utente sulle piattaforme online.
La locuzione “morte digitale” è nata in relazione alla necessità di esprimere la perdita dei dati e dei profili personali presenti su internet. 

## Morte fisica e morte digitale
Già nel 2009 si parlò del tema dopo l'aggiunta da parte di Facebook della possibilità di segnalare la morte fisica di un utente e di creare un "profilo commemorativo" del defunto. Hanno affrontato l'argomento anche alcuni autori, tra cui Christopher M. Moreman, Eric Steinhart, Yujin Nagasawa, Erik Wielenberg, John Romano e Evan Carroll. Tra i contributi italiani, invece, ci sono quelli di Giorgio Resta, Davide Sisto e Giovanni Ziccardi.
Il dibattito sulla morte digitale si sostanzia principalmente sulla possibilità di far accompagnare la morte fisica con la morte sul web. Alcuni social network prevedono già la possibilità di creare un profilo commemorativo o di nominare un contatto erede (ad esempio Facebook) o di chiedere la cancellazione dei dati a seguito della comunicazione del decesso. In alcuni casi gli utenti possono impostare la propria preferenza mentre sono ancora in vita accedendo alle impostazioni sulla privacy. 
Anche in caso di profilo commemorativo o della presenza di un contatto erede, la strada che la maggior parte delle piattaforme sta seguendo è quella di non rilasciare i dati di accesso dell'utente defunto ma di affidare solo la gestione del profilo in questione (con restrizioni e differenze rispetto a un profilo tradizionale).
Negli ultimi anni stanno nascendo alcuni servizi che aiutano le persone a ottenere i dati online dei propri cari defunti.
Una ricerca del 2019 ha previsto, in termini numerici, una perdita fisica di 1.4 miliardi di utenti virtuali entro il 2100, interrogandosi sulle modalità di gestione e conservazione dei "reperti digitali" che sollevano questioni etiche e politiche.